# Araceli Sánchez Urquijo
Araceli Sánchez Urquijo (Sestao, 1920 - Cabuérniga, 2010) fue la primera mujer en trabajar como ingeniera de Caminos, Canales y Puertos en España en 1957.

## Trayectoria profesional
Araceli Sánchez Urquijo se graduó como ingeniera civil de obras hidráulicas en el Instituto Energético de Moscú en 1949. Comenzó a ejercer como ingeniera en Uzbekistán, y durante cinco años trabajó en Asia central construyendo centrales hidráulicas y líneas eléctricas. A finales de 1956, Sánchez Urquijo regresó a España, donde su título universitario sería reconocido tras un acuerdo para reconocer los títulos soviéticos de los Niños de Rusia exiliados durante la Guerra civil española. En 1957 comenzó a trabajar en la empresa Isodel en Madrid, en la que permaneció hasta su jubilación en 1987.